# Z Grill

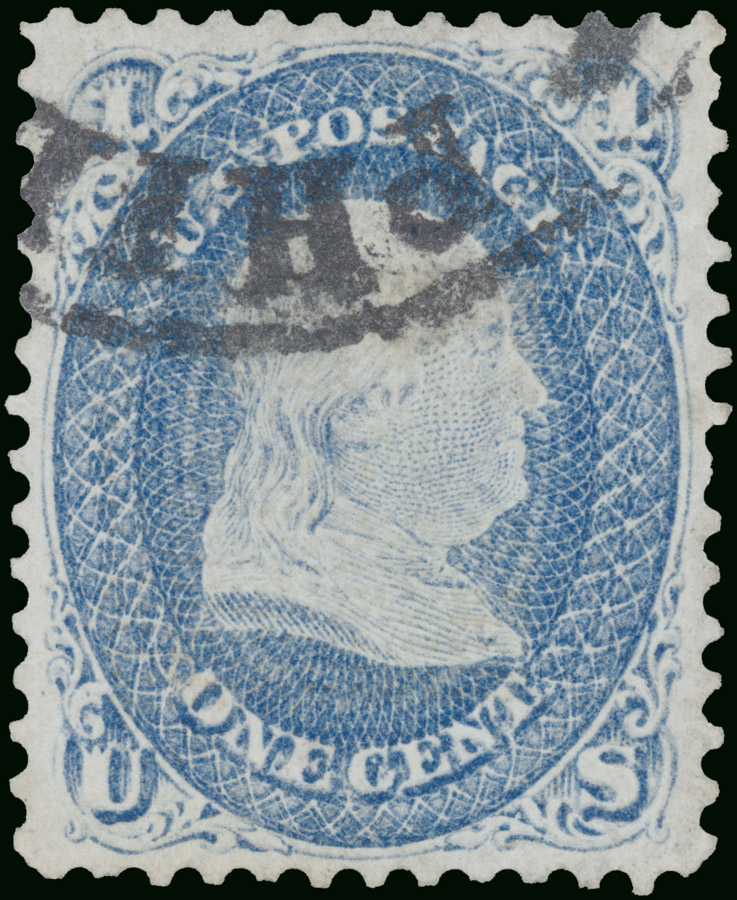
Das in der Sammlung von Bill Gross befindliche Exemplar der Briefmarke

Die Benjamin Franklin Z Grill oder Z Grill Briefmarke von 1868 gehört zu den seltensten und wertvollsten US-amerikanischen Briefmarken, von der nur zwei Stück existieren. Sie hat einen Nennwert von einem Cent und zählt zu den teuersten Postwertzeichen der Welt.
Bei dieser und anderen amerikanischen Briefmarken prägte man als eine Sicherheitsmaßnahme eine Waffeleinpressung (englisch grill) ein, um eine nochmalige Verwendung zu erschweren. Diese Briefmarke hat einen Z Grill, basierend auf der Klassifikation der Briefmarken-Grills nach William L. Stevenson.
Ein Exemplar befindet sich in der New York Public Library unter Verschluss. Das zweite Exemplar wurde 1998 zum damaligen Rekordpreis von 935.000 US-Dollar an Donald Sundman verkauft. Im Jahr 2005 tauschte sie Bill Gross gegen einen Viererblock von Inverted Jennies im Wert von 3 Millionen US-Dollar von Sundman ein.